# لروم (سوراخ‌کاری)

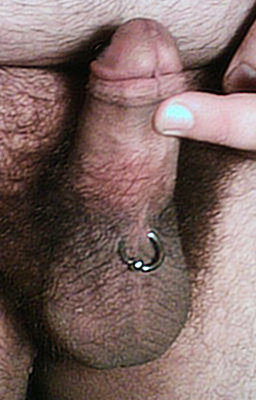
سوراخ‌کاری لُروم (پایین لگام).

لُروم (انگلیسی: Lorum) نوعی سوراخ‌کاری اندام جنسی است که در مردان صورت می‌گیرد. این نوع سوراخ‌کاری به صورت افقی و در زیر آلت مردی و بالای کیسه بیضه‌ها ایجاد می‌شود. این سوراخ‌کاری در بخش پایینی لِگام‎ آلت مردانه انجام می‌شود.
دربارهٔ خطر عفونت در این نوع از سوراخ‌کاری اطلاعاتی وجود ندارد. جواهری که در این نوع سوراخ‌کاری استفاده می‌شود، می‌تواند وزنه‌ای یا حلقه‌ای باشد.